# 韓京国立大学校
韓京国立大学校（ハンギョンこくりつだいがっこう、朝鮮語: 한경국립대학교、英語: Hankyong National University）は、大韓民国の京畿道安城市にある国立大学。略称は韓京大、HKNU。

## 歴史
1939年に開校した安城公立農業学校（後に安城農業中学校）が始まりである。
- 1950年5月 - 安城農業高等学校（안성농업고등학교）として、安城農業中学校から分離される形で開校。
- 1965年 - 安城農業高等専門学校（안성농업고등전문학교）へ改編。
- 1970年8月 - 安城農業専門学校（안성농업전문학교）へ改編。
- 1979年 - 安城農業専門大学（안성농업전문대학）に改編。
- 1993年 - 安城産業大学校（안성산업대학교）に改編。
- 1996年 - 農林部指定酪農特性化大学校に選定される。
- 1999年 - 国立学校設置令により韓京大学校（한경대학교）へ改称。
- 2023年3月 - 韓国福祉大学校と統合、同時に韓京国立大学校へ改称。

## 組織

### 学部
- 農業生命科学大学
  - 動物生命環境科学部
  - 生命工学科
  - 植物生命環境科学部
  - 園芸学科
  - 地域支援システム工学科
- 理工大学
  - 建築学部
  - 機械工学科
  - デザイン学部
  - スポーツ科学科
  - 食品生物工学科
  - 児童家族福祉学科
  - 安全工学科
  - 栄養調理科学科
  - ウェブ情報工学科
  - 応用数学科
  - 衣類産業学科
  - 電気工学科
  - 電子工学科
  - 情報制御工学科
  - 造景学科
  - コンピュータ工学科
  - 土木工学科
  - 化学工学部
  - 環境工学科
- 人文社会科学大学
  - 経営学科
  - 教養学部
  - メディア文芸創作学科
  - 法学部
  - 英語学科
  - 行政学科

### 大学院
- 生物環境・情報通信専門大学院
  - 動物生命工学専攻
  - 動物・酪農生命科学専攻
  - バイオ融合技術専攻
  - 生物企業情報学専攻
  - 植物生命工学専攻
  - 植物生医薬専攻
  - 植物資源環境専攻
  - 食品生物工学専攻
  - 信号処理専攻
  - 遺伝体情報専攻
  - 情報通信専攻
  - コンピュータ工学専攻
- 電子政府大学院
  - 教育行政学科
  - グローバル物流学科
  - 労働福祉学科
  - 法務科
  - 行政管理学科

- 産業大学院
  - 建築工学科
  - 経営学科
  - 機械工学科
  - デザイン学科
  - メディア文芸創作科
  - 児童家族福祉学科
  - 安全工学科
  - 栄養調理科学科
  - 英語学科
  - 運動生理情報学科
  - 園芸学科
  - ウェブ情報工学科
  - 衣類産業学科
  - 電気工学科
  - 電子工学科
  - 造景学科
  - 地域資源システム工学科
  - 土木工学科
  - 化学工学科
  - 環境工学科

## 主な学術交流協定校
日本
- 北海道大学
- 酪農学園大学

中華人民共和国
- 河北大学
- 延辺大学
- 浙江万里学院
- 煙台大学
- 聊城大学
- 曲阜師範大学

台湾
- 国立屏東科技大学
- 国立嘉義大学

ベトナム
- ハノイ工科大学

グアテマラ
- ラファエル・ランディバル大学
- サン・カルロス・デ・グアテマラ大学

タイ王国
- モンクット王工科大学北バンコク校

モンゴル国
- モンゴル国立農業大学

インドネシア
- ボゴール農科大学
- ハサヌディン大学

アメリカ合衆国
- セントラル・ワシントン大学
- ハワイ大学ヒロ校
- カリフォルニア州立大学フレズノ校
- クレムゾン大学

イギリス
- ノッティンガム大学

ロシア
- 太平洋国立大学
- モスクワ大学

ドイツ
- ヨハン・ヴォルフガング・ゲーテ大学フランクフルト・アム・マイン